# Gwen Cheeseman
Gwen Cheeseman   (Harrisburg, 13 d'agost de 1951) és una jugadora d'hoquei sobre herba estatunidenca ja retirada, que va competir durant les dècades de 1970 i 1980.
Es va classificar per disputar els Jocs Olímpics d'Estiu de 1980, però el boicot estatunidenc ho impedí. Va ser un dels 461 atletes que van rebre la medalla d'or del Congrés anys després. El 1984 va prendre part en els Jocs Olímpics de Los Angeles, on guanyà la medalla de bronze en la competició d'hoquei sobre herba.